# 黄喉噪鹛
黄喉噪鹛（学名：Pterorhinus galbanus），是画眉科噪鹛属的一种，分布于印度、缅甸和孟加拉国。该物种的保护状况被评为无危。
黄喉噪鹛的平均体重约为56.0克。栖息地包括亚热带或热带的湿润低地林、亚热带或热带的（低地）季节性湿润草原和亚热带或热带的（低地）湿润疏灌丛。该物种的模式产地在印度阿萨姆邦Manipur。

## 亚种
- 黄喉噪鹛思茅亚种（学名：Pterorhinus galbanus simaoensis）。分布于记录不详以及中国大陆的云南等地。该物种的模式产地在云南思茅)。[3]

而黄喉噪鹛华南亚种（学名：Pterorhinus galbanus courtoisi）現已被提升為一物種，靛冠噪鶥(Pterorhinus courtoisi)。
分布于记录不详以及中国大陆的江西等地。该物种的模式产地在江西婺源)。 